# Ukiyo-e

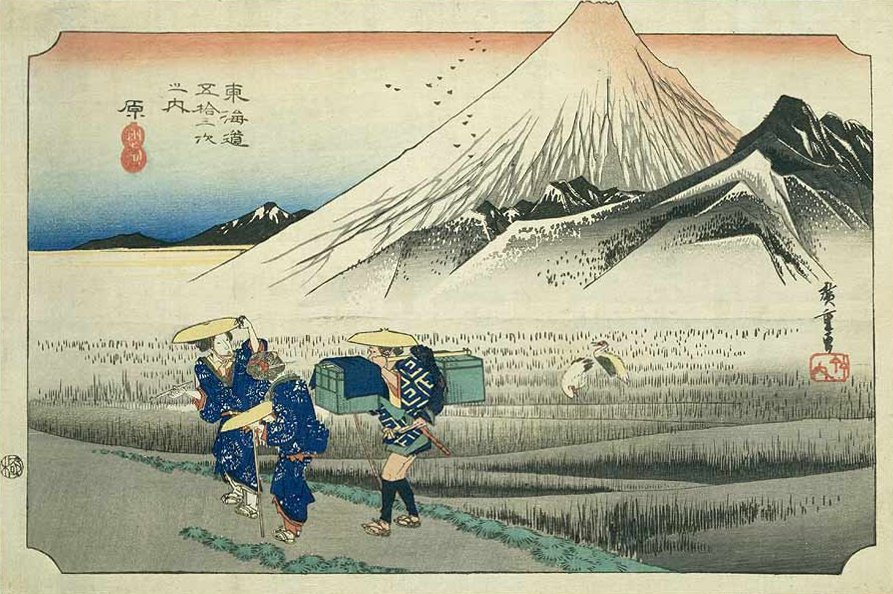
Vista del Mont Fuji des d'Hara-juku, part de la sèrie Cinquanta-tres estacions del Tokaido, d'Hiroshige, publicat el 1850

L'ukiyo-e (浮世絵, lit. Quadres del món flotant) o estampa japonesa és un gènere de gravats xilogràfics i pintures produïts al Japó entre els segles xvii i xx. S'hi troben imatges paisatgístiques, del teatre i dels àmbits del plaer, i és el principal gènere artístic de la xilografia al Japó.
L'ukiyo-e fa referència a la impetuosa cultura jove que va tenir auge al centre urbà d'Edo (actualment Tòquio), Osaka i Kyoto i que era un món en si mateix. És una al·lusió irònica al terme homònim "Món Dolorós" (憂き世), el pla terrenal de mort i renaixement en el qual es basa la religió budista.
Els ukiyo-e eren accessibles perquè es podien produir en massa. Principalment anaven adreçats als ciutadans, que en general no tenien prou diners com per comprar una pintura original. El tema original dels ukiyo-e era la vida de la ciutat, en particular les activitats i escenes dels districtes d'entreteniment. Es retrataven cortesanes boniques, corpulents lluitadors de sumo i actors populars realitzant activitats atractives. Més endavant també es van fer populars els paisatges, i es van prohibir els temes polítics i els individus que estaven per sobre dels estrats baixos de la societat (cortesanes, lluitadors i actors), que rarament apareixien. El sexe tampoc no estava permès, però apareixia de manera contínua en els gravats ukiyo-e. Alguns artistes i editors van ser multats per crear aquests shunga sexualment explícits.

## Com es feien

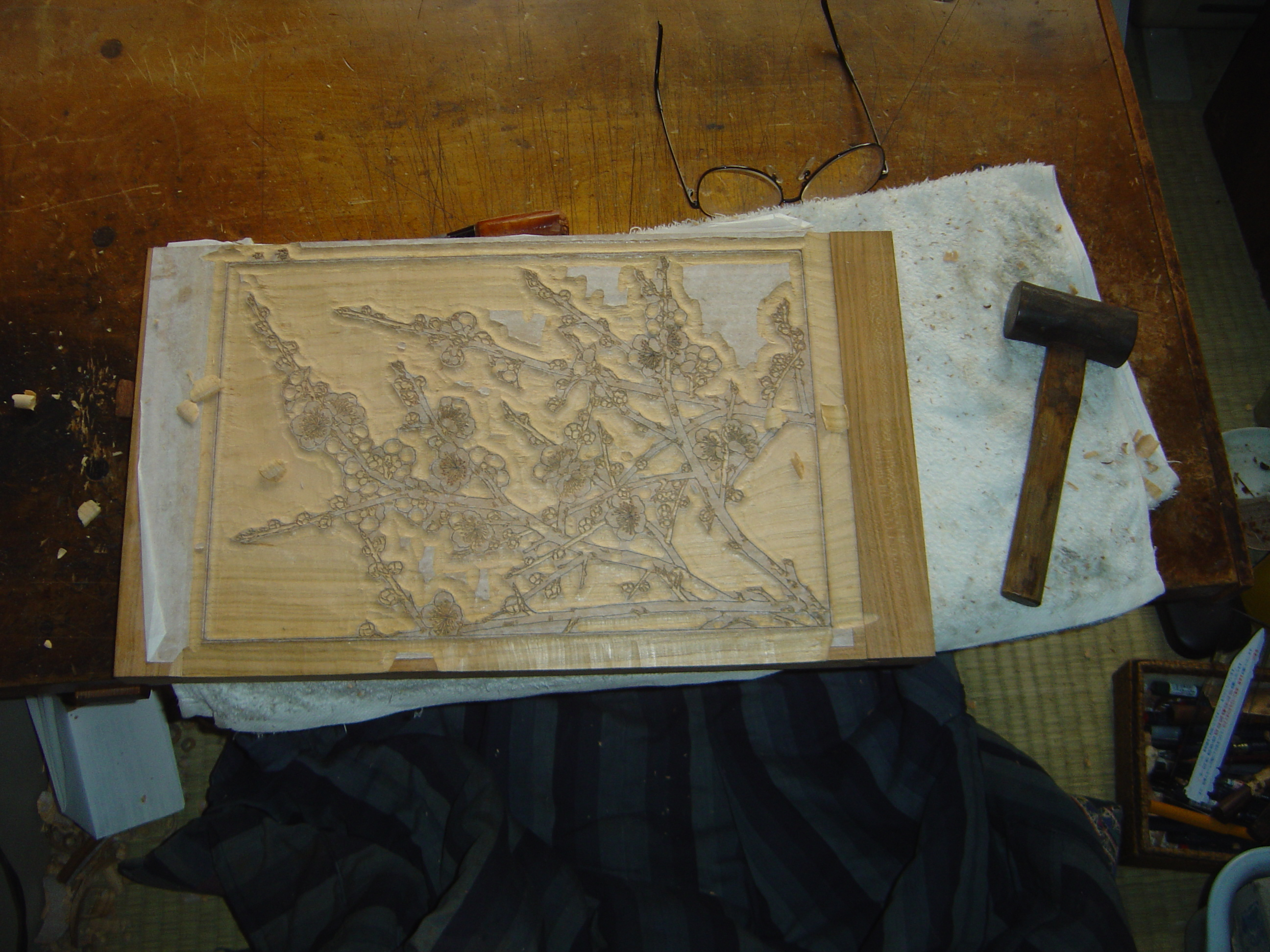
Tac de fusta en el procés de tallat, on es veuen les restes de lhanshita

Els gravats ukiyo-e es produïen usant el procediment següent:
- L'artista feia un dibuix mestre amb tinta.
- Un ajudant, el hikkō, feia llavors un calc (hanshita) del dibuix mestre.
- Uns artesans enganxaven l'hanshita cap per avall en un tac (o bloc) de fusta del qual n'extreien (gravaven) les zones on el paper estava en blanc. Això feia que el dibuix quedés en relleu en el tac, invertit. L'hanshita quedava destruït.
- Aquest tac s'entintava i s'imprimia, i se'n feien còpies gairebé exactes del dibuix original.
- Es donava a l'artista una primera còpia de prova, anomenada kyōgo-zuri, per a l'aprovació final.
- Llavors, s'enganxava aquesta impressió cap per avall en diferents tacs de fusta, que també es tallaven de manera que aquelles zones del disseny que s'havien d'imprimir en un color en particular es deixaven en relleu. Cadascun d'aquests tacs imprimirien com a mínim un color en el disseny final.
- El conjunt de tacs resultant s'entintava amb diferents colors i s'imprimia seqüencialment en el paper. L'estampa final incloïa les impressions de cadascun dels tacs, alguns d'aquests impresos més d'una vegada per a obtenir la intensitat justa del color.

Tot aquest procés, l'iniciava, el dirigia i el supervisava l'editor.

## Característiques principals
- Transmetien una representació vívida dels usos i costums del poble japonès del segle xvii.
- L'home no s'ubica al centre de la composició.
- Importància als punts de vista aeris i zenitals.
- Domini de la composició per davant del color. El color és un element decoratiu. La composició és asimètric: es dona importància als espais buits.
- Temàtica centrada en els plaers i en escenes espontànies.
- Amplitud de recursos tècnics.

## Artistes importants
- Hishikawa Moronobu (1618–1694)
- Torii Kiyonobu I (c.1664–1729)
- Suzuki Harunobu (1724–1770)
- Katsukawa Shunko I (1743–1812)
- Torii Kiyonaga (1752–1817)
- Utamaro (ca. 1753–1806)
- Sharaku (en actiu 1794–1795)
- Hokusai (1760–1849)
- Toyokuni (1769–1825)
- Kunisada (1786–1865)
- Keisai Eisen (1790-1848)
- Hiroshige (1797–1858)
- Kuniyoshi (1797–1861)
- Gigadō Ashiyuki (en actiu 1813–1833)
- Kunichika (1835–1900)
- Chikanobu (1838–1912)
- Yoshitoshi (1839–1892)
- Ogata Gekko (1859–1920)